# 伊達綱村
伊達 綱村（だて つなむら）は、江戸時代前期から中期にかけての大名。仙台藩4代藩主。伊達氏20代当主。3代藩主・伊達綱宗の長男。官位は従四位上・左近衛権中将、陸奥守、贈従三位。「塩釜の恩人」とされている。

## 生涯

### 幼少期
万治2年3月8日（1659年4月29日）、伊達綱宗の嫡男として誕生（伊達政宗の曾孫に当たる）。母は三沢清長の娘・初子。幼名は亀千代丸。元服の際は父と同じく4代将軍・徳川家綱より偏諱を与えられて、初め綱基（つなもと）、後に綱村（つなむら）と名乗った。以後、養子となった吉村から四代後の斉村まで「村」の字が通字として世襲されていく。

### 伊達騒動
万治3年（1660年）7月、父・綱宗の叔父に当たる伊達宗勝（陸奥一関藩主）の政治干渉や家臣団の対立などの様々な要因が重なり父が隠居させられ（詳しくは伊達綱宗を参照）、僅か2歳（満年齢で1歳4か月）で家督を相続した。宗勝や自身の叔父に当たる田村宗良（陸奥岩沼藩主）などが後見人となったが、家中では父の時代から続く家臣の対立や宗勝の専横などが続き、混乱が続いた。しかも寛文6年（1666年）には、綱村自身が何者かの手（宗勝の側近）によって毒殺されかけるほどであった。
このような混乱続きの中、寛文11年（1671年）に伊達騒動（寛文事件）が勃発し、伊達家は改易の危機に立たされたが、綱村自身が若年であったことから幕府の裁定ではお咎めなしとされ、宗勝ら関係者が処罰されることとなった。こうして、伊達家は改易の危機から免れた。

### 自立から専制へ
その後、綱村は13歳ながら自ら政務を執り始める（補佐に富田氏紹）。まず防風林を設け、運河を開発するなどの治績で大きな成果を収めた。また、儒学を学び、多数の学者を招聘して藩史の編纂に尽力した。さらに仏教に帰依して寺院の建立、神社の造営に尽力し、天和元年（1681年）には八幡宮を現在の仙台市青葉区川内亀岡に遷し、新たに社殿を造営し、天和3年（1683年）に亀岡八幡宮と称した。元禄2年（1689年）から元禄3年（1690年）にかけては日光東照宮修復総奉行・井伊直興の御手伝として東照宮の修復を果たした。 元禄7年（1694年）には向山の愛宕神社の改修（これは新造との説もある）を行った。さらに元禄8年（1695年）からは「元禄の造営」と呼ばれる鹽竈神社の造営を行った（これは綱村の隠居後の宝永元年（1704年）に竣工した）ほか、同じく元禄8年には黄檗宗の両足山大年寺を創建した。しかし、寺院や神社の造営など、様々な改革を行なったことがかえって藩財政を逼迫させることとなり、これを解決しようと天和3年（1683年）に藩札の発行を行なったが、かえって物価の高騰を招き、仙台藩の財政はさらに悪化の一途をたどった。
平泉にある源義経ゆかりの高館・義経堂は、天和3年（1683年）に綱村によって建立された。京都にある葉室家の菩提寺・浄住寺の方丈は元禄10年（1697年）に綱村の屋敷を移築したもの。
元禄6年（1693年）、藩主・綱村中心の専制政治に対し、伊達一族は反発、諌言に及ぶ。そのため、綱村は謝罪状をしたためる。元禄10年（1697年）秋、綱村の政治姿勢は改まらず、家臣団は藩主の強制隠居を計画するものの、親族の稲葉正往（越後高田藩主）らの反対で挫折する。
元禄15年（1703年）、元禄赤穂事件では、仙台藩邸前に兵を待機させ義士の通行を阻止した。赤穂義士は伊達家の藩邸を通らない経路で泉岳寺へ引き上げている。
元禄16年（同1703年）、養嗣子で従弟の吉村に後を譲って隠居した。
享保4年6月20日（1719年8月5日）、死去。享年61（満60歳没）。戒名は大年寺殿故羽林中郎将肯山全提大居士（だいねんじでんこうりんちゅうろうしょうこうざんぜんていだいこじ）。墓所は仙台の大年寺。大正13年（1924年）に従三位を追贈されている。

## 和歌
ふることの　ためしを誰（たれ）も　岩尻に　今を春（はる）べと　黄金（こがね）花咲く
- 元禄6年（1693年）に滝上神社にて、岩尻（気仙沼市本吉町長根）での産金を祝い詠まれたもの[6]。

## 系譜
- 父：伊達綱宗（1640-1711）
- 母：三沢初子（1640-1686） - 浄眼院殿了岳日厳大姉、三沢清長の娘
- 正室：万寿寺殿（1659-1706） - 仙姫、萬寿寺殿寶蓮浄晃尼大姉、稲葉正則の娘
  - 男子：扇千代（1681-1685）
  - 女子：栄姫（1683-1684）
  - 女子：伯姫（1687-1689）
- 養子
  - 男子：伊達吉村（1680-1752） - 伊達宗房の長男、従弟にあたる
  - 女子：綺羅姫（1680-1756） - 本多康命正室、実妹
  - 女子：伊達綱宗の娘 - 実妹

## 偏諱を受けた人物
綱基時代
- 石川基弘（実弟。角田石川家・石川宗弘の養子となっていたが、のちに宇和島藩2代藩主・伊達宗利の婿養子となり、伊達宗贇に改名。）
- 伊達基実（義兄弟（妻は綱村の姉または妹）、亘理伊達家）
- 伊達基貞（岩谷堂伊達家、のち村隆に改名（下記参照）。）

綱村時代
- 伊達村房（吉村）（養嗣子）
- 伊達村和（実弟、田村/伊達顕孝→村任→村和と改名）
- 伊達村直（実弟、登米伊達家を継ぐ）
- 伊達村興（宮床伊達家、吉村の実弟）
- 伊達村成（亘理伊達家）
- 伊達村隆（基貞より改名）
- 伊達村元（涌谷伊達家）
- 伊達村泰（岩出山伊達家、村元の実弟）
- 石川村弘（石川宗弘の子）
- 片倉村長

## 編纂
- 『伊達出自正統世次考』
  - 『伊達出自世次考』 - 神代から朝宗に至までの歴史
  - 『伊達正統世次考』 - 朝宗から晴宗までの歴史
- 『伊達治家記録』
  - 『性山公治家記録』 - 輝宗の事績
  - 『貞山公治家記録』 - 政宗の事績
  - 『義山公治家記録』 - 忠宗の事績